# Roncus giganteus
Espèce
Roncus giganteus est une espèce de pseudoscorpions de la famille des Neobisiidae.

## Distribution
Cette espèce est endémique de Zante en Grèce,.

## Description
Les femelles mesurent de 3,5 à 4,5 mm.

## Publication originale
- Mahnert, 1973 : Drei neue Neobisiidae (Arachnida: Pseudoscorpiones) von den Ionischen Inseln (Über griechische Pseudoskorpione III). Berichte des Naturwissenschaftlich-Medizinischen Vereins in Innsbruck, vol. 60, p. 27-39 (texte intégral).